# Brunsbüttel
Brunsbüttel est une ville du nord de l'Allemagne située sur l'embouchure du fleuve Elbe près de la mer du Nord. Elle constitue aussi une des entrées du canal de Kiel, l'autre étant située à Holtenau à la périphérie de Kiel.

## Géographie

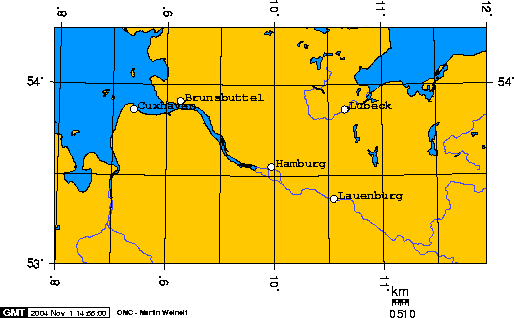
Estuaire de l'Elbe

## Personnalités
- Marta Halusa (1910-1999), membre du duo de danse Pepita & Peter.